# بعثة الاتحاد الأوروبي للمساعدة الحدودية إلى مولدوفا وأوكرانيا

شعار البعثة

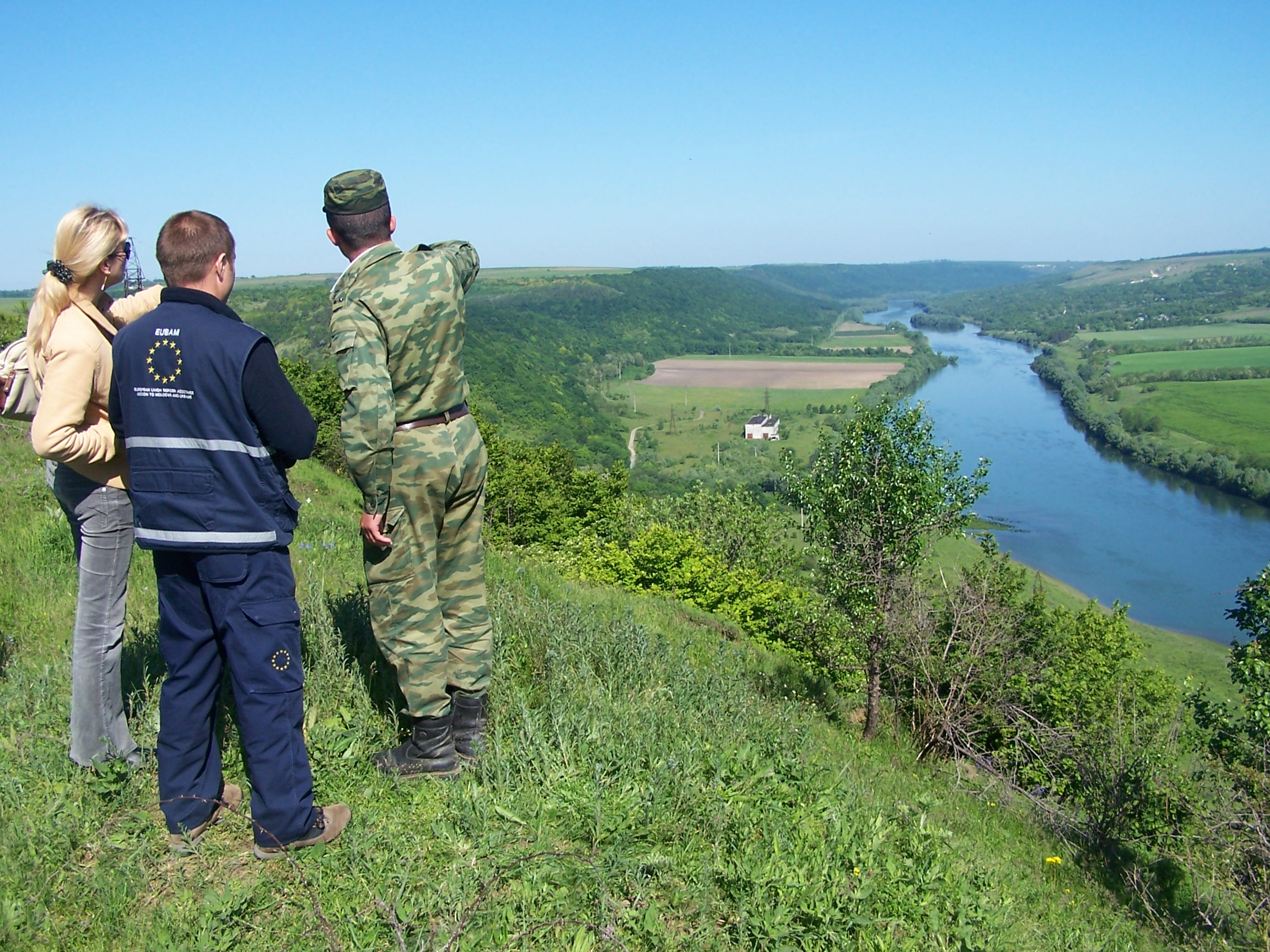
يراقب خبراء البعثة الحدود مع خدمات الشركاء

بعثة الاتحاد الأوروبي للمساعدة الحدودية إلى مولدوفا وأوكرانيا تم إطلاقها في عام 2005. وهي تعزز مراقبة الحدود والمعايير الجمركية والممارسات التي تلبي معايير الاتحاد الأوروبي وتخدم احتياجات البلدين الشريكين. وهي هيئة استشارية فنية مقرها أوديسا، أوكرانيا. لديها مكتب اتصال في كيشيناو وستة مكاتب ميدانية؛ ثلاثة على الجانب المولدوفي من الحدود المشتركة وثلاثة على الجانب الأوكراني. تعزز أنشطة البعثة التنمية الاقتصادية وتعزز الأمن الإقليمي. تساهم البعثة في التعاون عبر الحدود وبناء الثقة، مما يساعد على تحسين الكفاءة والشفافية والأمن على طول الحدود بين مولدوفا وأوكرانيا.

## أهداف
أهداف البعثة هي:
- العمل مع مولدوفا وأوكرانيا لتنسيق مراقبة الحدود والمعايير والإجراءات الجمركية والتجارية مع تلك الموجودة في الدول الأعضاء في الاتحاد الأوروبي
- تحسين التعاون عبر الحدود بين حرس الحدود ووكالات الجمارك وغيرها من هيئات إنفاذ القانون؛ تسهيل التعاون الدولي المنسق
- مساعدة مولدوفا وأوكرانيا على الوفاء بالتزامات منطقة التجارة الحرة العميقة والشاملة التي وقعتها كجزء من اتفاقيات الشراكة مع الاتحاد الأوروبي
- المساهمة في التسوية السلمية لنزاع ترانسنيستريا من خلال تدابير بناء الثقة ووجود مراقبة في جزء ترانسنيستريا من الحدود بين مولدوفا وأوكرانيا